# هیتاچی ال‌جی
هیتاچی ال‌جی (انگلیسی: Hitachi-LG) شرکت فناوری اطلاعات ژاپنی کره‌ای است، که در سال ۲۰۰۰ تأسیس شد. 